# 60号加利福尼亚州州道
60号加利福尼亚州州道（英語：California State Route , SR 60）是一条东西方向的加利福尼亚州州道。该公路连接了洛杉矶和博蒙特，全长70英里。